# Баттенберг, Мориц
Принц Мориц (Морис) Баттенберг, KCVO (3 октября 1891, замок Балморал, Абердиншир — 27 октября 1914, Зоннебеке, Западная Фландрия) — представитель немецкого аристократического рода Баттенберг, член Британской королевской семьи, самый младший среди внуков королевы Виктории. Погиб в Первую мировую войну, сражаясь на стороне Великобритании.

## Биография

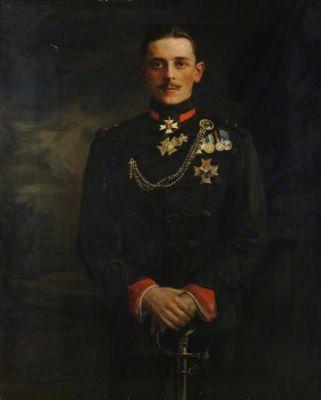
Портрет работы испанского художника Пабло Бехара.

Мориц Виктор Дональд родился 3 октября 1891 года в семье принца Генриха Баттенберга и Беатрисы, принцессы Великобритании. Его отец происходил из немецкого аристократического рода Баттенберг, морганатической ветви Гессенского дома от брака принца Александра Гессен-Дармштадтского и графини Юлии фон Хауке, получившей титул принцессы Баттенберг. Его мать была младшей дочерью английской королевы Виктории и принца-консорта Альберта Саксен-Кобург-Готского. Мориц — последний из внуков королевы Виктории и член британской королевской семьи, так как его родители проживали в Великобритании при дворе королевы.
С рождения Мориц носил титул Его Светлость принц Мориц Баттенберг. Принц был самым младшим и любимым ребёнком в семье. Его отец умер от малярии, когда мальчику было четыре года, ровно столько же было и его матери, когда она потеряла отца в 1861 году. Принц получил образование в подготовительной школе в Хартфордшире.
Его старшая сестра Виктория Евгения стала в 1906 году королевой Испании, супругой короля Альфонсо XIII. Принц проходил обучение в колледже Веллингтон. С началом Первой мировой войны в 1914 году вступил в ряды британской армии. Служил в звании лейтенанта. Мориц был убит в битве на Ипре 27 октября 1914 года. Похоронен в городе Ипр на воинском кладбище.